# Принцеса та жебрак
«Принцеса та жебрак», італ. Il principe abusivo — італійський фільм 2013 року.

## Зміст
Що робити, якщо ти принцеса маленького європейського князівства, якщо твій батько захоплений тільки еротикою в інтернеті, а про тебе не пише преса, тому що ти займаєшся відкриттям ветеринарних лікарень? Правильно! Влаштувати невеликий скандальчик! Або дуже великий скандал! Принцеса за порадою дворецького знаходить найнікчемнішого жителя князівства, молодого бовдура Антоніо і прикидається, що закохалася в нього! Вони гуляють вулицями, вечеряють у ресторані, а спеціально попереджені папарацці знімають їх! Це скандал! Принцеса виходить заміж за жебрака. Принцеса домоглася свого, але що тепер робити з Антоніо?